# Colonne serpentine
| Dessin représentant une colonne torsadée qui se termine au sommet par trois têtes de serpent · Photographie montrant une colonne torsadée en bronze |

La Colonne serpentine (grec moderne : Τρικάρηνος Όφις « Serpent à trois têtes » ; turc : Yılanlı Sütun « Colonne des serpents ») est la partie subsistante de l'une des plus célèbres offrandes de l'Antiquité, le trépied de Platées (ou trépied de Delphes) offert par les Grecs coalisés au dieu Apollon à Delphes à la suite de leur victoire sur les Perses à Platées en 479 av. J.-C. Façonné à partir d'une portion de l'immense butin saisi par les vainqueurs dans le camp de Mardonios après la bataille, ce monument se présentait à l'origine comme une colonne de bronze formée des corps entrelacés de trois serpents dont les têtes portaient un trépied en or.
L'or du trépied fut confisqué et fondu par les Phocidiens au cours de la troisième guerre sacrée au milieu du IVe siècle av. J.-C. La colonne aux serpents resta en place à Delphes jusqu'au règne de l'empereur Constantin (306-337), qui ordonna son transfert à Constantinople pour orner l'hippodrome de sa nouvelle capitale.

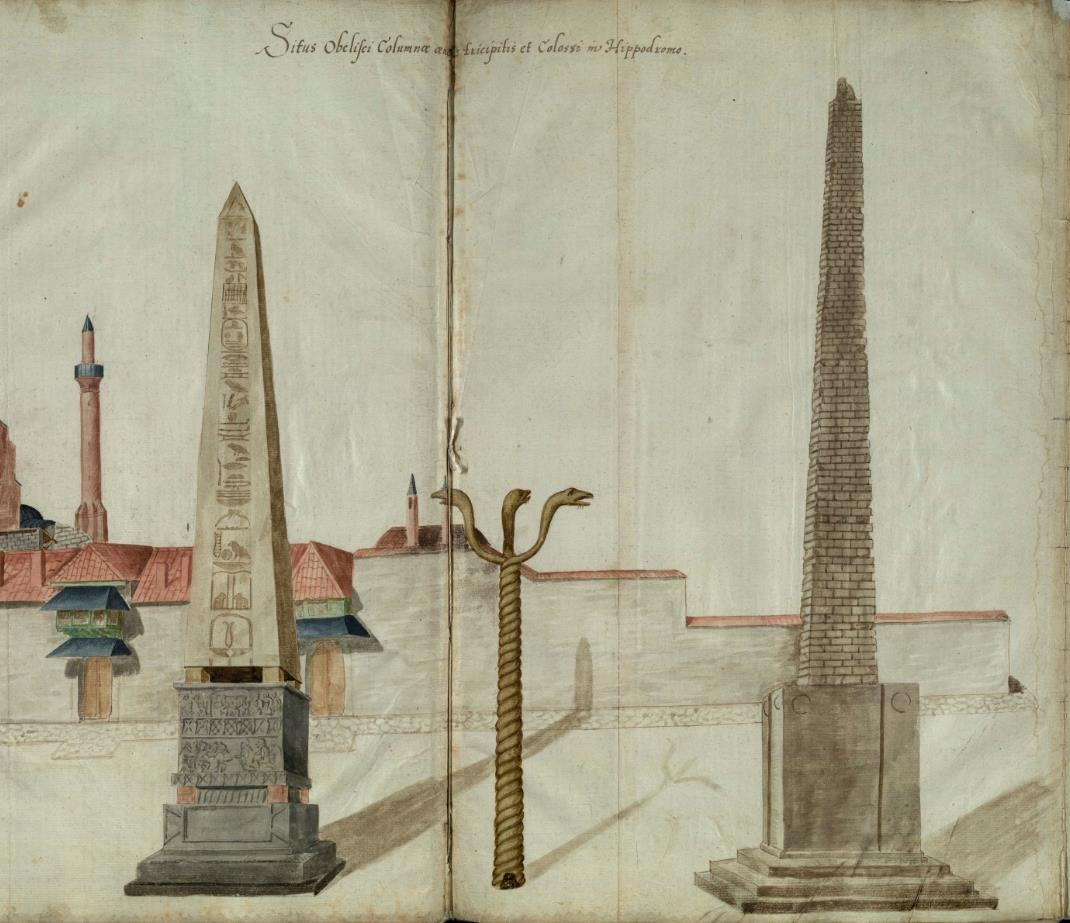
La place de l'Hippodrome vers 1574, avec les trois monuments subsistants de la spina : l'obélisque de Théodose, la Colonne serpentine (avant la chute de ses têtes en 1700) et l'Obélisque « muré ».

Au fil des siècles, la colonne de bronze subit divers dommages. L'une des têtes de serpents eut sa mâchoire fracassée au XVIe siècle. En l'an 1700, ce sont les trois têtes qui tombent et sont perdues dans la même nuit au cours de circonstances mal connues. La partie supérieure de l'une de ces têtes, retrouvée en 1848, est maintenant exposée au musée archéologique d'Istanbul. 
La Colonne serpentine se dresse encore aujourd'hui sur la place du Sultan-Ahmet à Istanbul (en turc, « Sultanahmet Meydanı », également appelée « At Meydanı » « place aux chevaux »), à l'endroit où elle fut installée au IVe siècle après son déménagement depuis le sanctuaire delphique. Elle est ainsi l'une des très rares œuvres artistiques qui ornaient autrefois l'antique Constantinople à avoir survécu in situ.

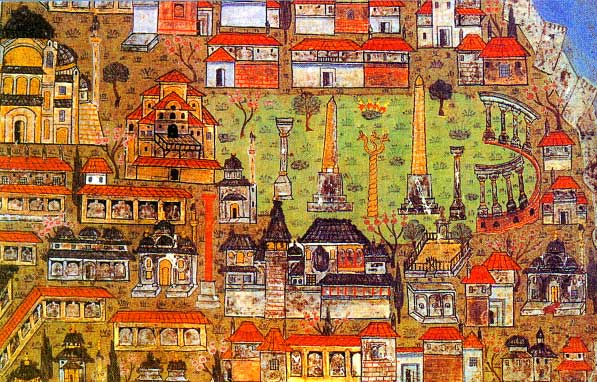
L'hippodrome, miniature de Matrakçı Nasuh, 1536.

## Historique

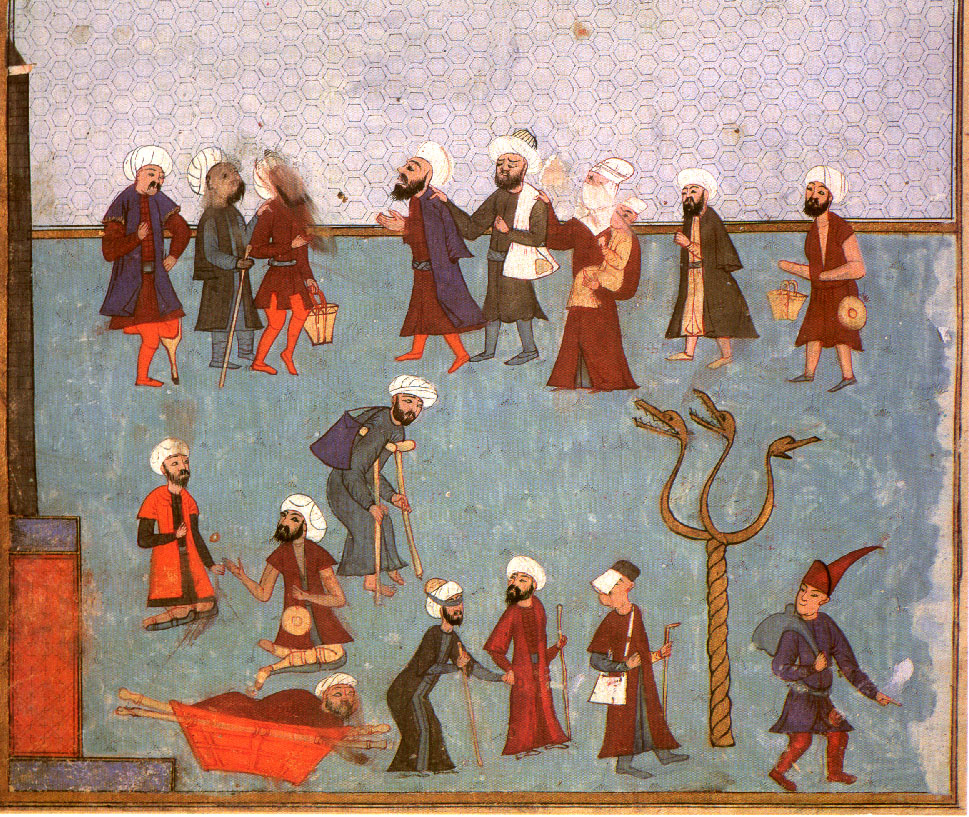
La Colonne serpentine, encore intacte, sur une miniature ottomane de 1582, Sürname de Mourad III, musée de Topkapı.

Selon Hérodote, après la victoire de Platées en -479, les vainqueurs grecs coalisés utilisèrent la dîme (c'est-à-dire le dixième) du butin trouvé dans le camp perse du général Mardonios pour offrir trois monuments à leurs dieux : une statue de Poséidon en bronze, haute de sept coudées, pour le sanctuaire du dieu des mers près de l'isthme de Corinthe ; un Zeus en bronze, haut de dix coudées, pour le temple de ce dieu à Olympie ; ainsi qu'un trépied d'or, soutenu par une colonne de bronze formée de serpents enroulés, pour le sanctuaire d'Apollon à Delphes.
De ces trois monuments, le plus mal connu est le Poséidon en bronze de l'Isthme, qu'on ne connaît que par Hérodote. On en sait un peu plus sur le second, la statue de Zeus d'Olympie, grâce à Pausanias le Périégète qui a visité la cité au IIe siècle de notre ère. Selon lui, la statue se dressait près du bouleutérion et était tournée vers l'est. Sur sa base, du côté droit, étaient inscrits les noms des cités ayant participé à la bataille de Platées. Pausanias précise que la statue était l'œuvre d'un sculpteur nommé Anaxagore d'Égine (en).
Le monument pour Apollon, quant à lui, se dressait dans le sanctuaire de Delphes, en face de l'autel du dieu. Sur une base en forme de cloche se dressait une colonne de bronze représentant trois serpents enlacés dont les têtes portaient un trépied en or.
Le trépied fut fondu par les Phocidiens durant la troisième guerre sacrée (356 à 346 av. J.-C.), pour payer leurs mercenaires. 
Lorsque Constantin fonda sa nouvelle capitale, Constantinople, au début du IVe siècle, il l'orna avec de nombreuses œuvres d'art provenant des sanctuaires païens, dont la colonne aux serpents.
La colonne était située parmi d'autres ornements sur la spina de l'hippodrome de Constantinople, espace central autour duquel se déroulaient les courses de chars. L'érection d'un tel monument dans l'hippodrome pouvait rappeler aux spectateurs que Delphes était considéré comme l'omphalos (le centre) du monde, et que le lieu de réédification du monument était devenu le nouveau centre du monde.
En 1700, les têtes des serpents furent brisées, mais l'une d'entre elles fut retrouvée par l'architecte Gaspare Fossati lors de fouilles autour de Sainte-Sophie en 1848. Elle est exposée au musée archéologique d'Istanbul.

Tête d'un des serpents (musée archéologique d'Istanbul)
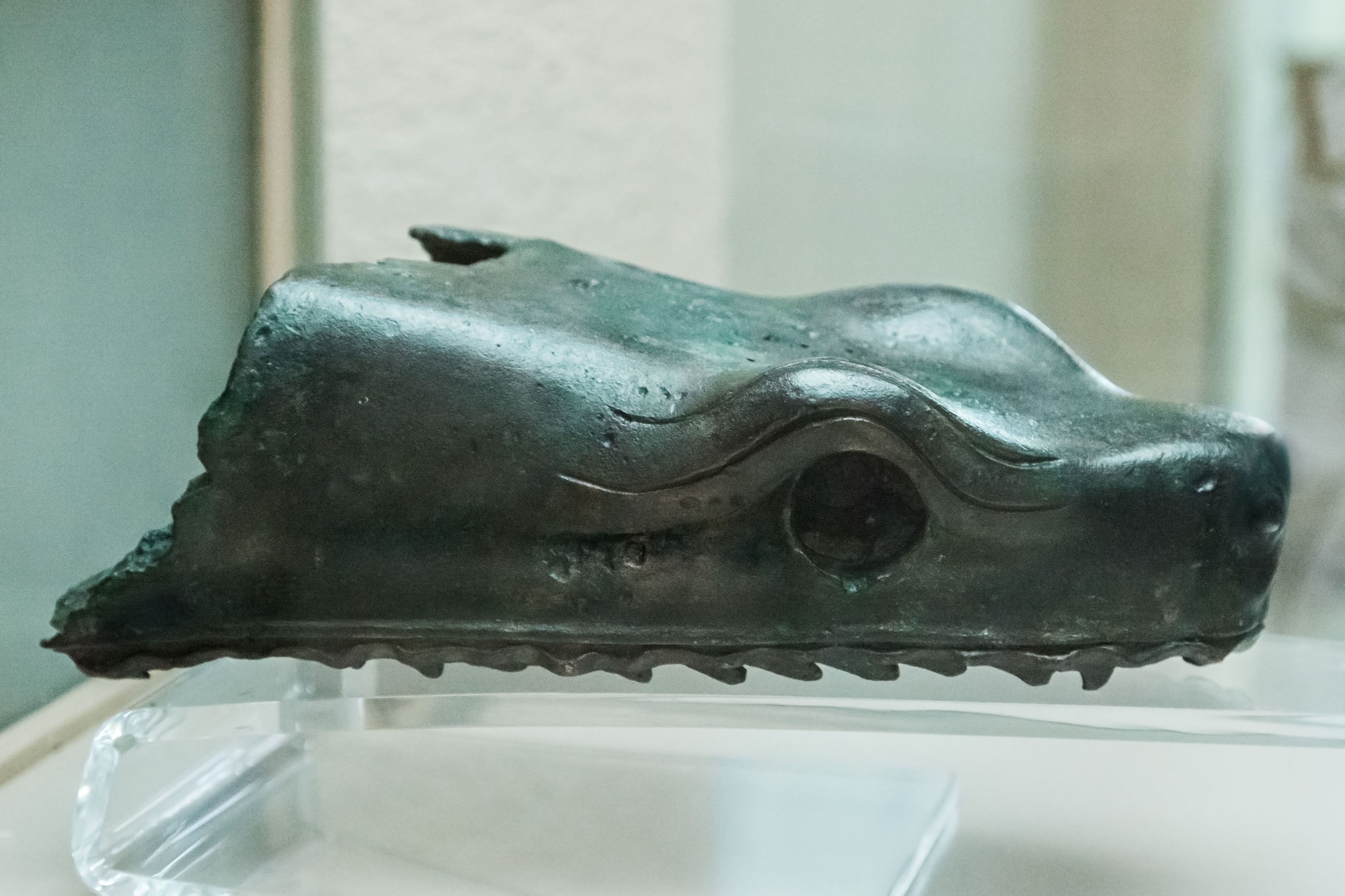
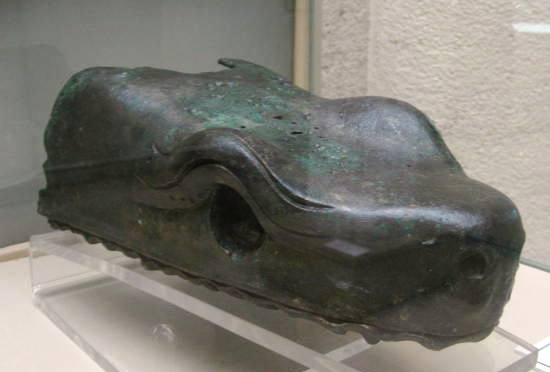
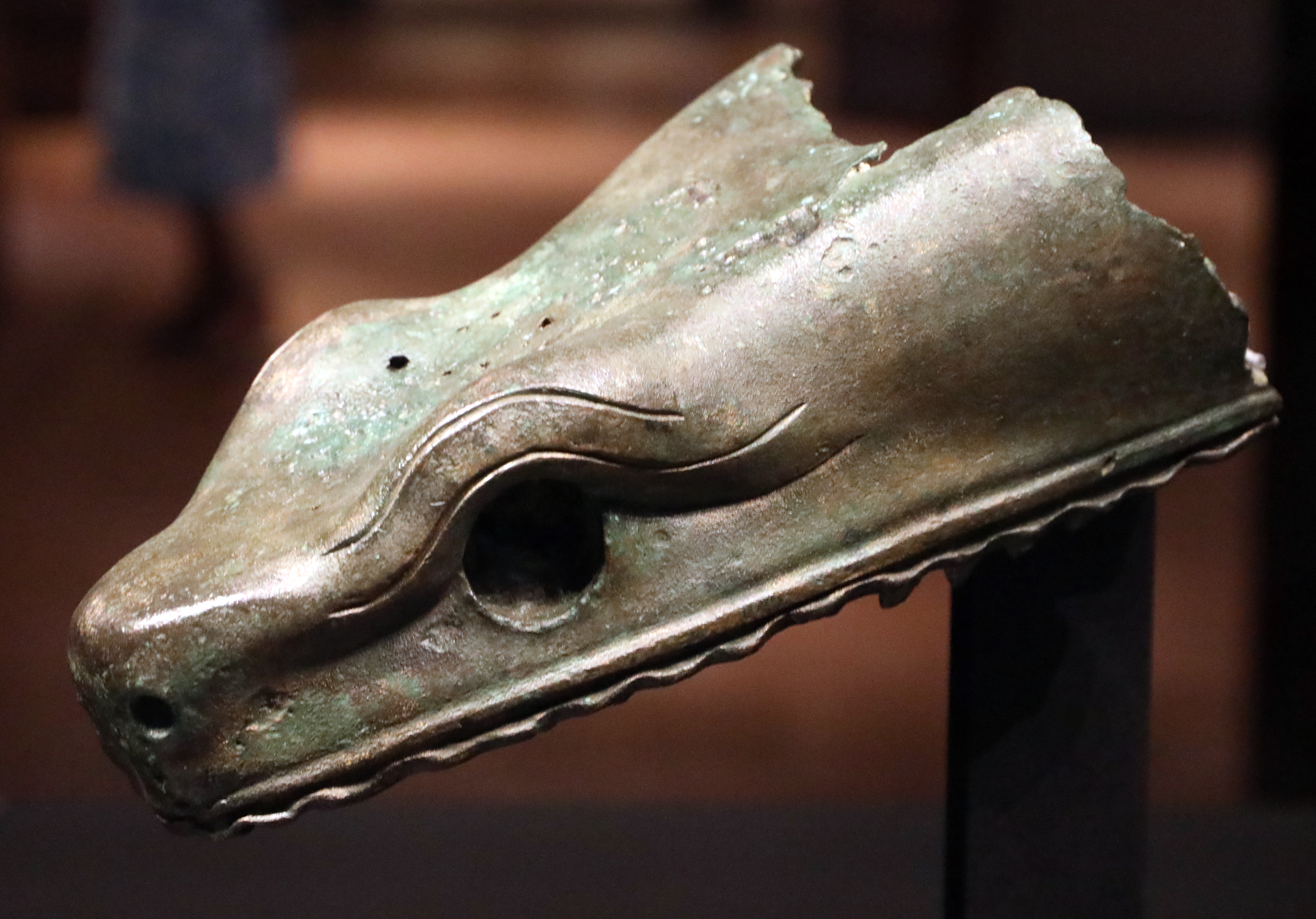

## Inscription
Au bas de la Colonne serpentine, dégagée complètement par Charles Thomas Newton en 1855, se trouve gravée une célèbre inscription qui énumère 31 cités grecques ayant participé aux batailles de Platées ou de Salamine dans le camp des Grecs. 
Cette inscription a été rédigée dans un dialecte du grec ancien, au moyen d'une variante locale archaïque de l'alphabet grec. Selon les spécialistes, ce dialecte et cet alphabet sont soit laconiens, soit phocidiens (l'alphabet peut alors aussi être dit delphique ou delphien). 
L'inscription se trouve sur les anneaux formés par les corps enroulés des trois serpents, précisément entre le troisième et le treizième anneau (comptés à partir du sol). 
|                |                                       |                                            |
| No de l'anneau | Transcription en grec ancien          | Traduction française                       |
| 13e            | Το[ιδε τον] Πολεμον [ε] Πολ[ε]μεον    | Ont combattu durant la guerre              |
| 12e            | Λακεδ[αιμονιοι] Ἀθαναιο[ι] Κορινθιοι  | Lacédémoniens Athéniens Corinthiens        |
| 11e            | Τεγεα[ται] Σικυον[ιο]ι Αἴγιναται      | Tégéates Sicyoniens Eginètes               |
| 10e            | Μεγαρες Ἐπιδαυριοι Ἑρχομενιοι         | Mégariens Epidauriens Erchoméniens         |
| 9e             | Φλειασιοι Τροζανιοι Ἑρμιονες          | Phliasiens Trézéniens Hermionéens          |
| 8e             | Τιρυνθιοι Πλάταιες θεσπιες            | Tirynthiens Platéens Thespiens             |
| 7e             | Μυκανες Κειοι Μαλιοι Τε̅νιοι           | Mycéniens Céens Méliens Téniens            |
| 6e             | Ναξιοι Ερετριες Χαλκιδες              | Naxiens Érétriens Chalcidiens              |
| 5e             | Στυρες Ϝαλειοι Ποτειδαιαται           | Styriens Éléens Potidéates                 |
| 4e             | Λευκαδιοι Ϝανακτοριες Κυθνιοι Σιφνιοι | Leucadiens Anactoriens Cythniens Siphniens |
| 3e             | Αμπρακιο̅ται Λεπρεαται                 | Ambraciotes Lépréens                       |

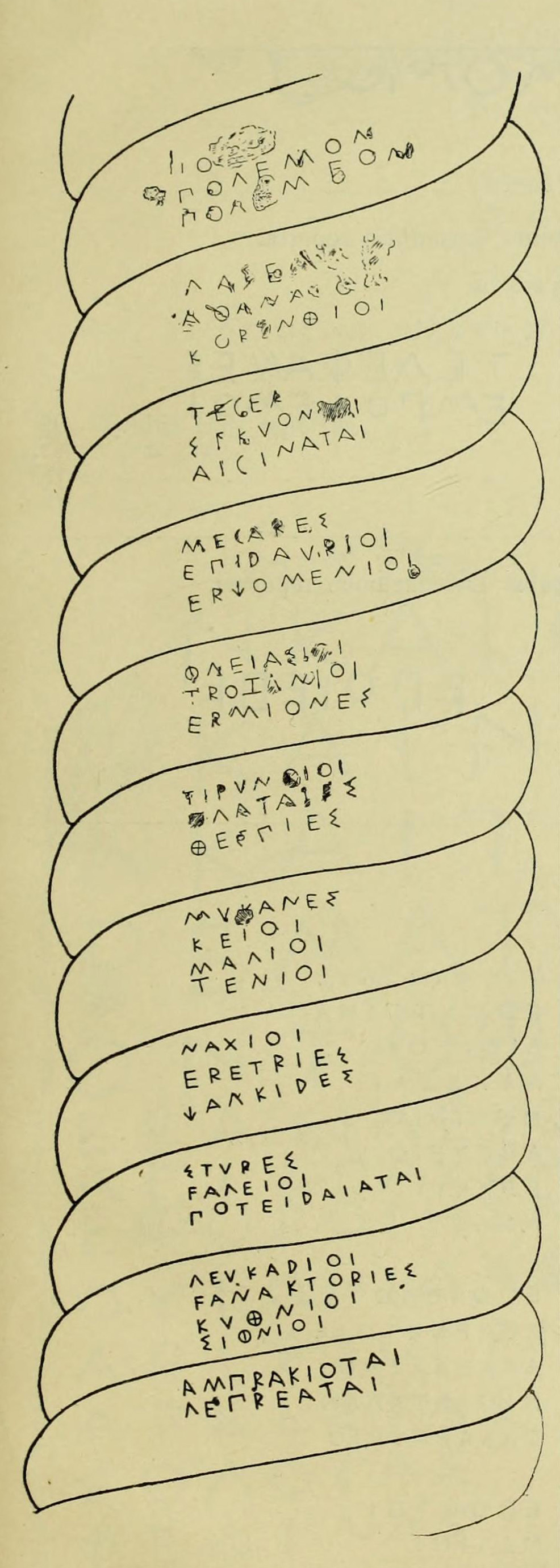
Relevé de l'inscription sur la Colonne serpentine, par Herrmann Roehl, 1907.

En 2015, l'inscription, effacée par l'oxydation et l'exposition aux éléments, n'était plus visible sur le fût de la colonne en place à Istanbul.

## La colonne depuis l'Antiquité

### Époque hellénistique
L'historien du IIe siècle après J.C. Pausanias rapporte que le trépied en or, ainsi que d'autres offrandes votives de valeur, ont été détruits pendant la troisième guerre sacrée, en 358 av. J.-C. lorsque les Phocéens réutilisaient l'or pour l'émission de monnaies destinées à soutenir leur combat contre l'alliance amphictyonique,.

### Époque romaine

Plan du centre ville de la Constantinople byzantine.

Selon les témoignages du voyageur français Pierre Gilles, qui séjourna à Constantinople de 1544 à 1547, la colonne fut transférée de Delphes à Constantinople par décret de l'empereur romain Constantin au cours de la période de 336 à 337 après J.-C., lors de l'agrandissement et l'embellissement de la ville. Le monument a été placé dans la zone de l'Hippodrome où elle se trouvait avec une multitude d'autres monuments que Constantin avait transférés de diverses régions de l'empire et apportés dans la ville. Des références aux différents trépieds delphiques situés dans l'Hippodrome sont faites par Eusèbe de Césarée et Socrate le Scholastique, qui fait référence au trépied comme ὁ σεμνὸς τρίπους « le trépied modeste » , ainsi que par l'historien du Ve siècle Zosime et l'érudit du XIVe siècle Nicéphore Calliste Xanthopoulos,.

### Époque byzantine

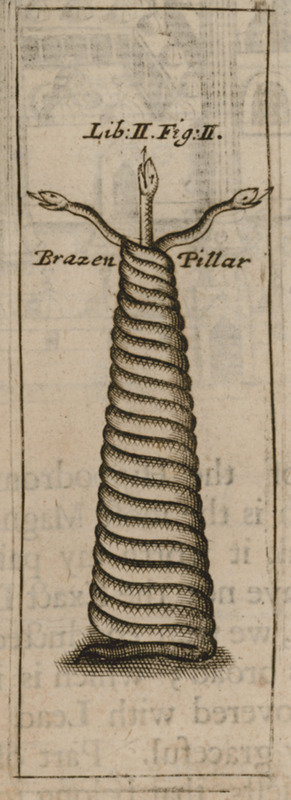
Dernière représentation connue de la Colonne avec les têtes encore intactes (1682).

Durant la période byzantine, plusieurs ouvrages font référence au monument, comme les Parastaseis Syntomoi Chronikai, du VIIIe - IXe siècle, qui mentionne un monument avec l'épigramme des Mèdes, ainsi que l'ouvrage du XIe siècle les Patria de Constantinople, où il est fait référence au trépied de Delphes et à ses inscriptions. À partir du XVe siècle, une rumeur circulait selon laquelle le « Serpent aux Trois têtes » était autrefois une fontaine. Le voyageur italien du XVe siècle Cristoforo Buondelmonti, qui visita Constantinople dans les années 1420, rapporte que pendant les périodes de fête jaillissaient des trois têtes l'eau, le vin et le lait, tradition, plus tard mentionnée par l'Espagnol Pedro Tafur dans les années 1430, et peu après par l'Allemand Wolf von Zylnhart avec des variations mineures. Au XIXe siècle, des archéologues britanniques ont découvert sous le trépied des tuyaux qui semblent étayer l'hypothèse concernant la fontaine,.

### Époque ottomane
La colonne résista aux deux sacs de Constantinople, — en 1204 lors de la quatrième croisade, et en 1453 par les Ottomans —, parce qu'on attribuait à la colonne des propriétés magiques. La chronique ottomane Hünername, de la fin du XVIe siècle, rapporte que le patriarche Gennade II Scholarios avertit Mehmed le Conquérant que, s'il détruisait la stèle, la ville serait remplie de serpents. Cependant, celui-ci ne l'écouta pas et détruisit l'une des têtes avec son arme. Bien plus tôt, en 1512, l'historien ottoman Kemal Pasazante avait également mentionné les propriétés apotropaïques des serpents, affirmant que Constantin avait construit ce monument à cette fin. Des rapports antérieurs similaires existaient de voyageurs et de fonctionnaires russes et espagnols.
À la fin du XVIIe siècle, on commença à observer des pertes de morceaux de métal, avec des récits divers sur ce qui se passa. Selon l'un d'eux, c'est un Polonais ivre, membre d'une mission diplomatique, qui détruisit les têtes du monument. Cependant, selon les chroniques ottomanes de l'époque, après deux millénaires, le métal corrodé ne pouvant plus supporter le poids des têtes, le monument finit par s'effondrer le 20 octobre 1700.
L'une des têtes a été découverte au milieu du XIXe siècle lors de travaux autour de l'église Sainte-Sophie. L'examen de cette tête actuellement exposée au musée archéologique d'Istanbul montre des traces d'objets tranchants, peut-être des coups de hache, à l'arrière de la tête.

Galerie chronologique
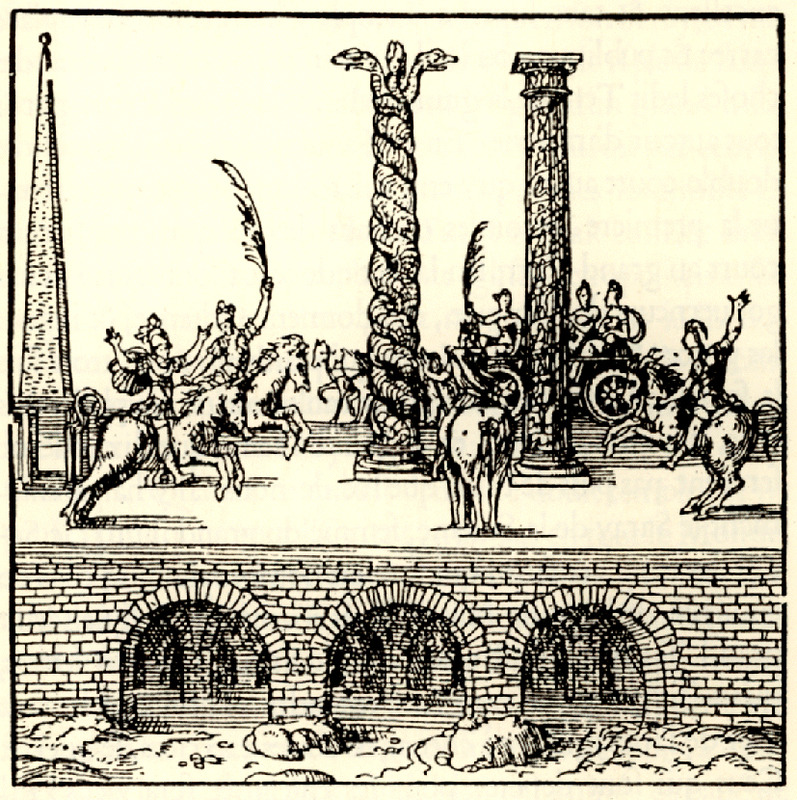
Les monuments de l'Hippodrome, en 1556 : obélisque de Théodose, Colonne serpentine,  colonne de Constantin.
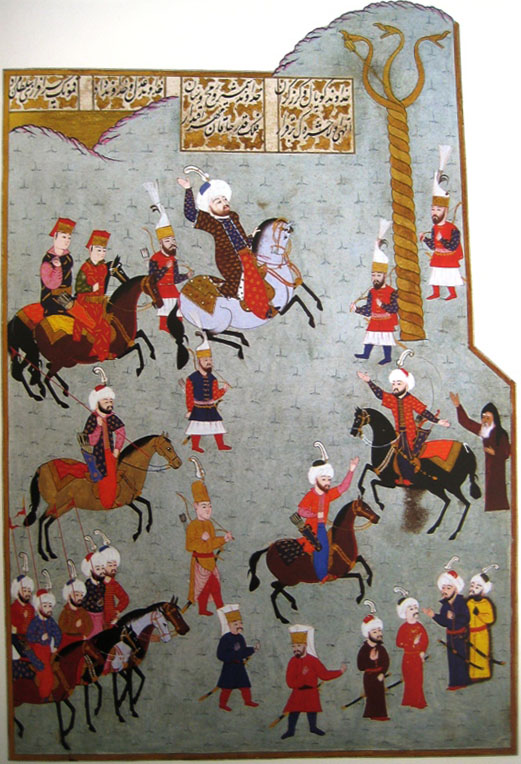
Mehmed II (1580) jette par défi sa masse sur les serpents.
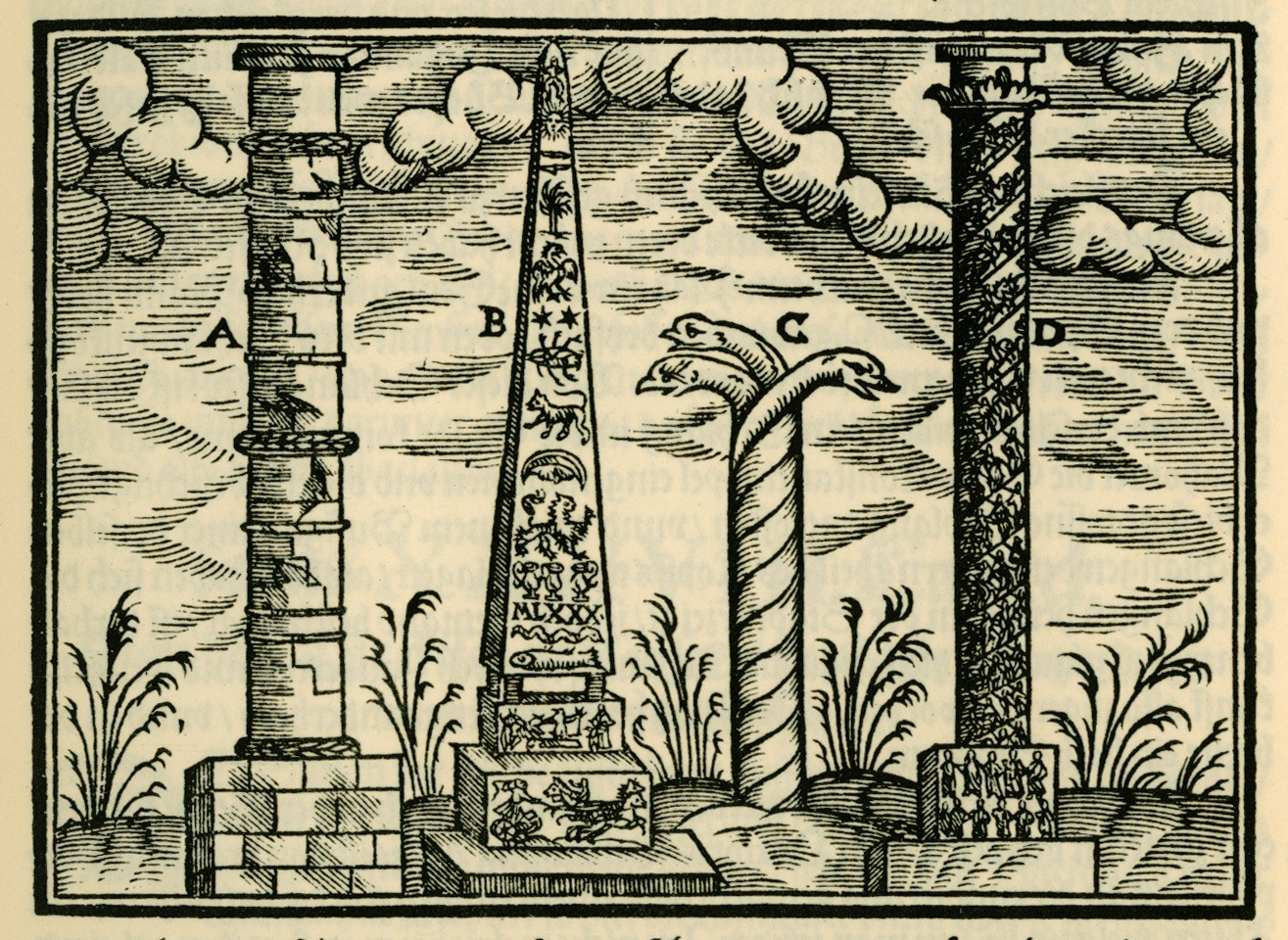
Colonne de Constantin, obélisque de Théodose, Colonne serpentine, colonne d'Arcadius (1608).
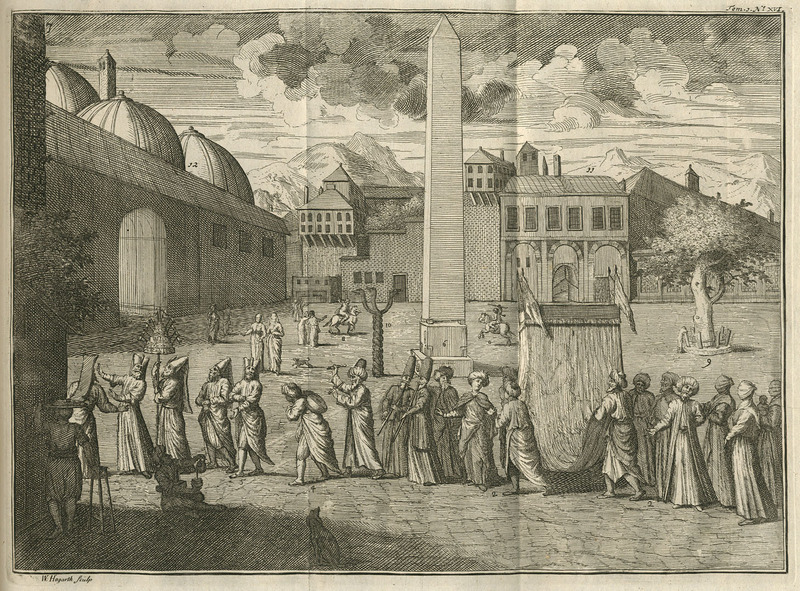
At-Meydanı, sur le site de l'Hippodrome (1727).
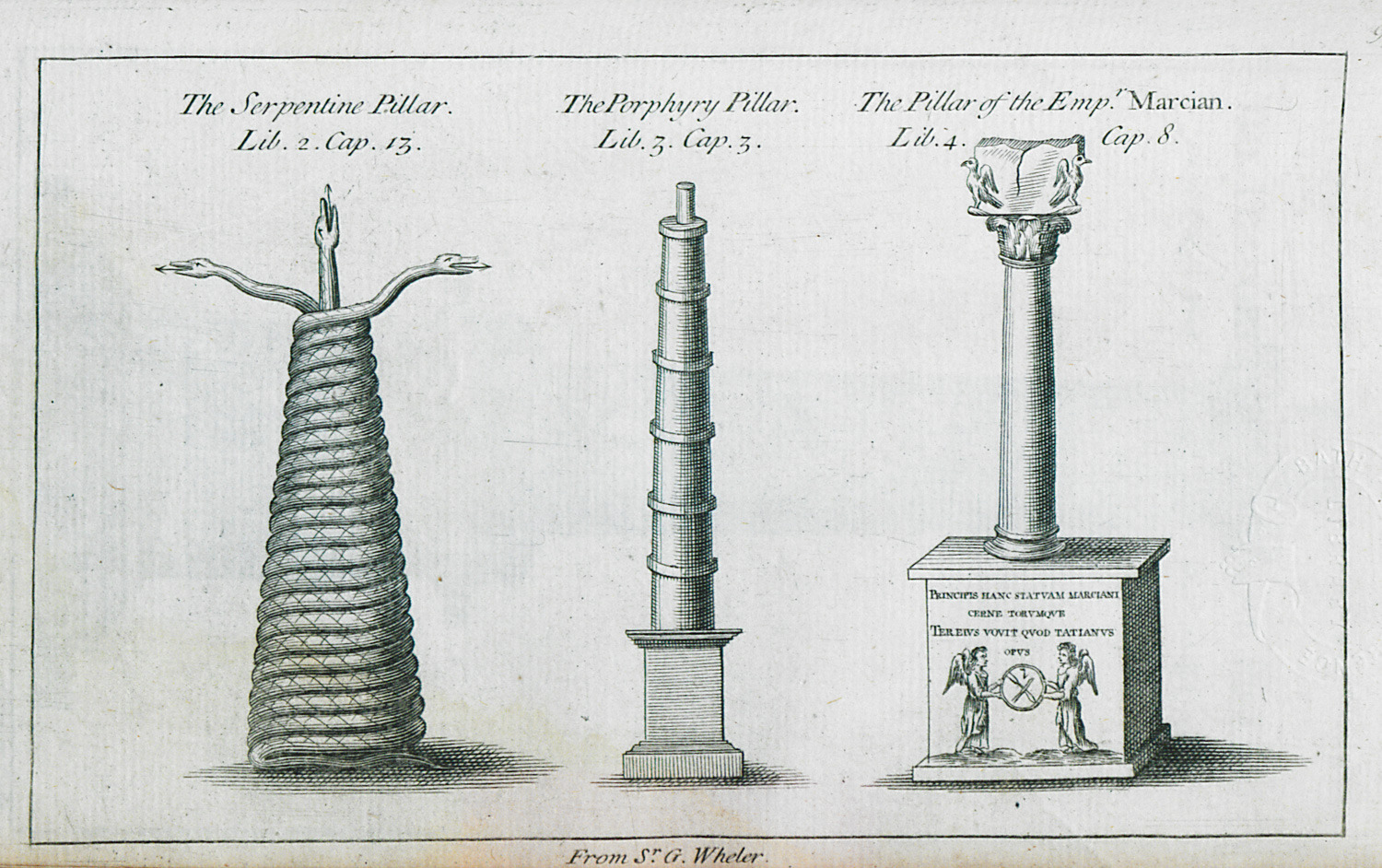
Colonne serpentine, colonne de Constantin et colonne de Marcien (1729).
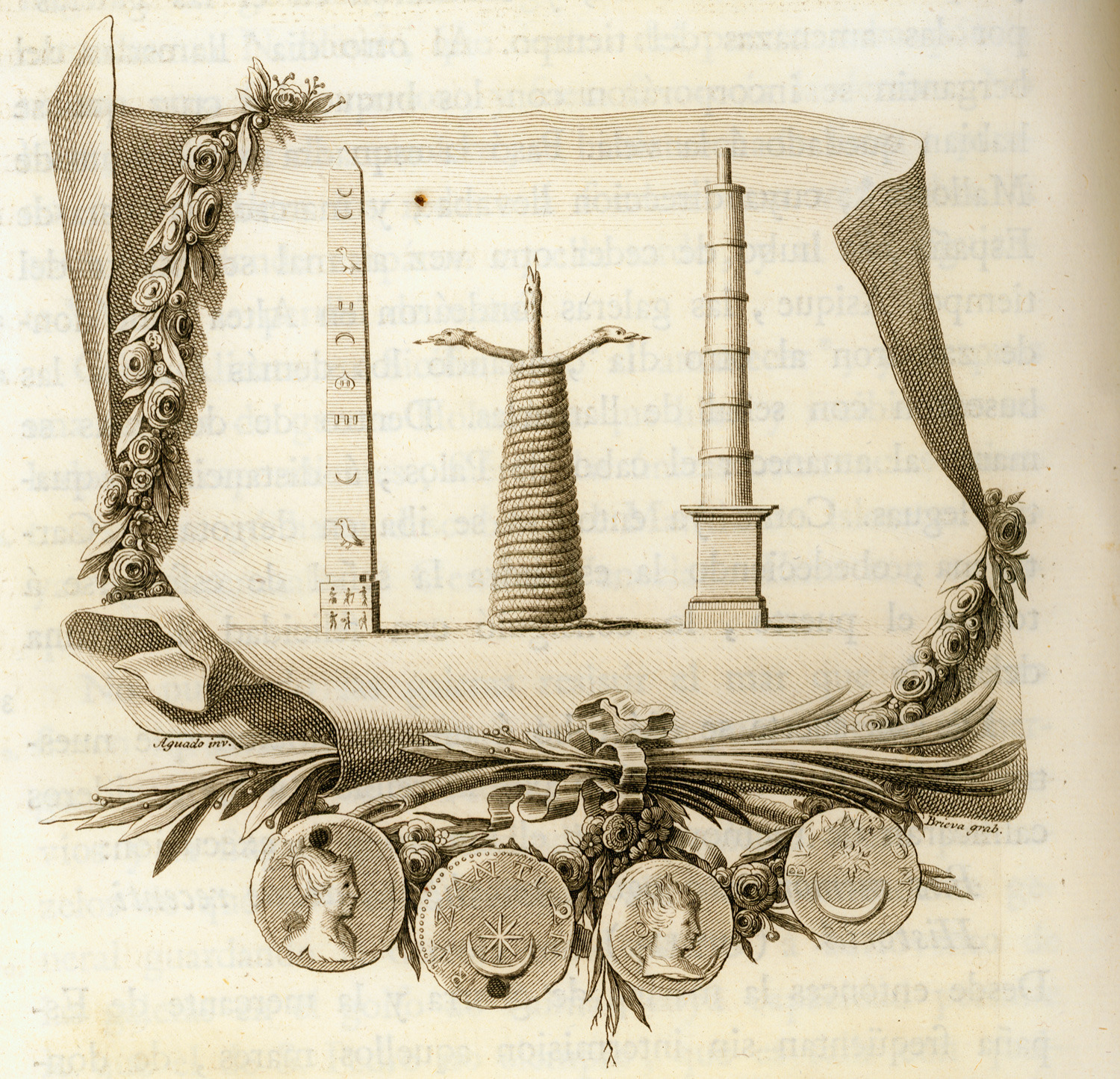
Obélisque de Théodose, Colonne serpentine, colonne de Constantin (1784).
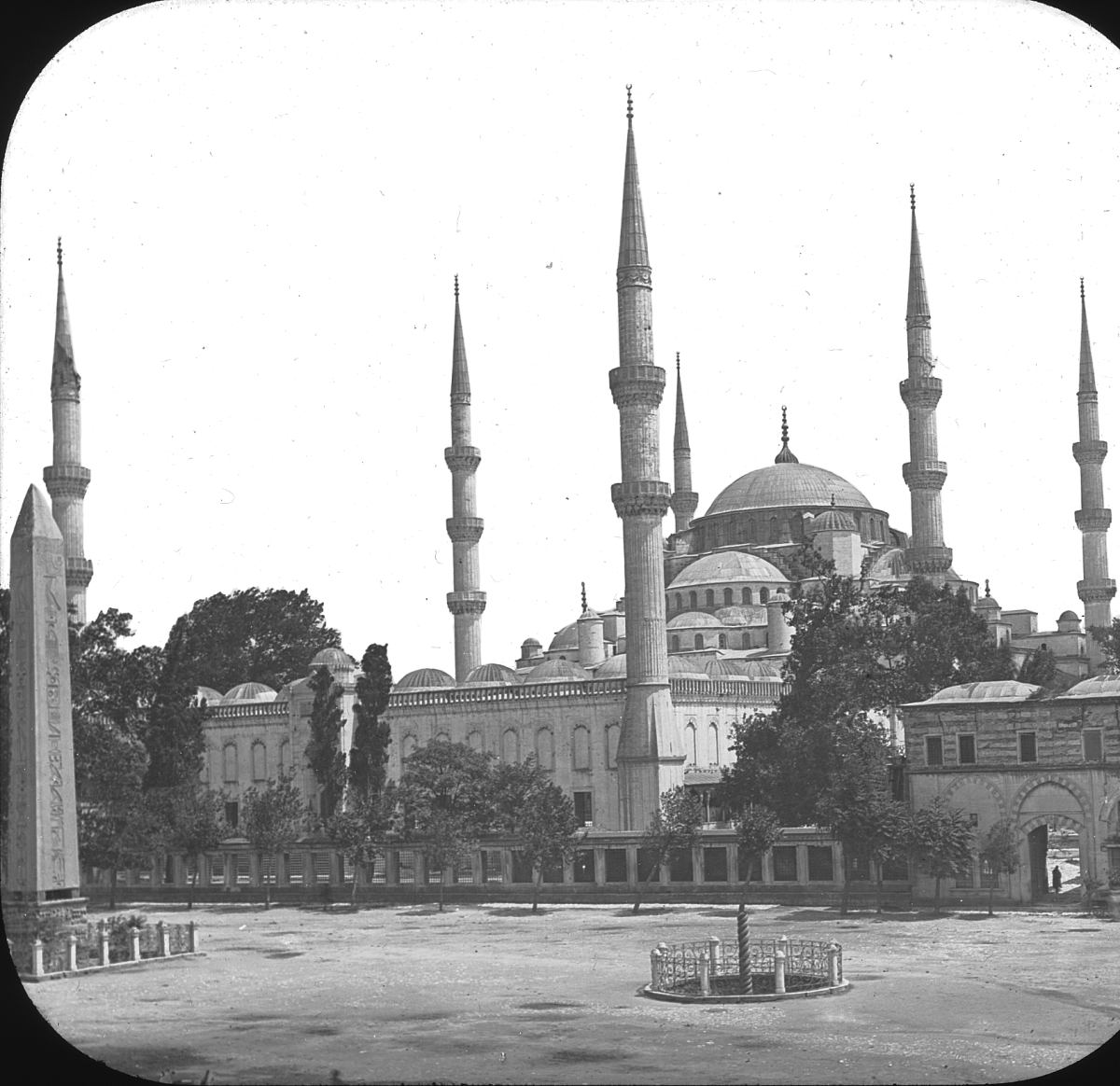
Photographie de 1903 : Colonne serpentine et Mosquée Bleue en arrière-plan.

## Réplique à Delphes

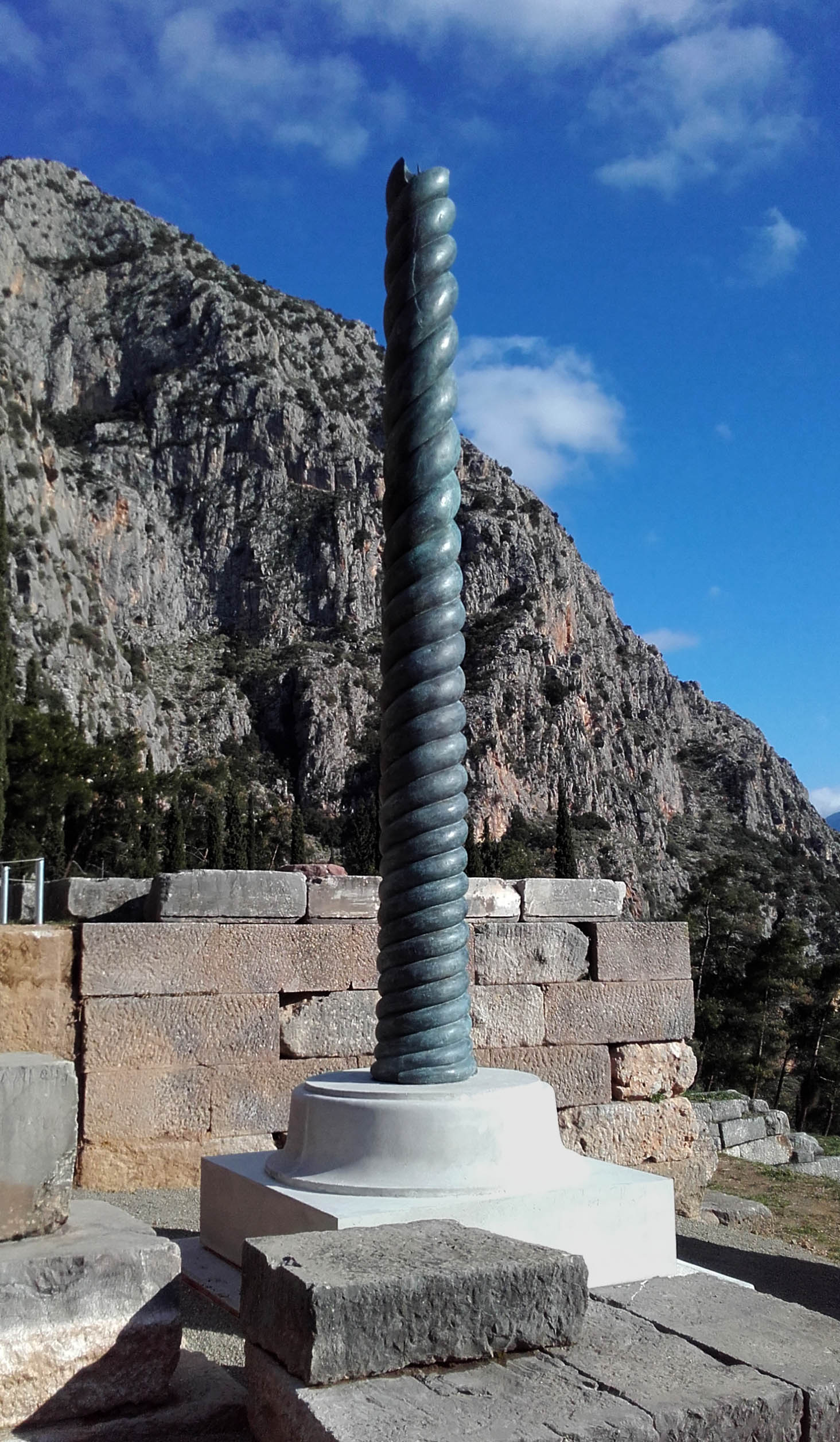
Réplique de la Colonne serpentine, érigée à Delphes en 2015 à partir d'un moulage de l'original d'Istanbul.

Le 4 mai 2015, le Conseil archéologique central de Grèce a annoncé l'érection prochaine dans le sanctuaire de Delphes d'une réplique de la Colonne serpentine qui serait réalisée en bronze à partir d'un moulage en plâtre de l'original, moulage conservé depuis 1980 au musée archéologique de Delphes. 
Cette réplique, placée sur un socle campaniforme en pierre reconstituée, a été inaugurée le 18 décembre 2015.